# Ehrenliga Saarland
De Ehrenliga Saarland was de hoogste voetbalcompetitie van het onafhankelijke Protectoraat Saarland tussen 1948 en 1951.
De competitie werd georganiseerd door de Saarländischen Fußball-Bund. De sterkste club van Saarland, 1. FC Saarbrücken, nam geen deel aan de Ehrenliga met haar eerste team maar speelde in de Franse Ligue 2 en daarna vriendschappelijk in de Internationale Saarlandbeker. In 1951 ging het Saarlandse voetbal weer verder onder Duitse vlag en de Ehrenliga kwam als amateurcompetitie onder de Oberliga Südwest te vallen.

## Winnaars
- 1949 - VfB Neunkirchen
- 1950 - Sportfreunde Saarbrücken
- 1951 - 1. FC Saarbrücken II